# Stazione di Barge
La stazione di Barge era la stazione ferroviaria terminale della linea Bricherasio-Barge. Serviva il centro abitato di Barge.